# Worldwide Developers Conference

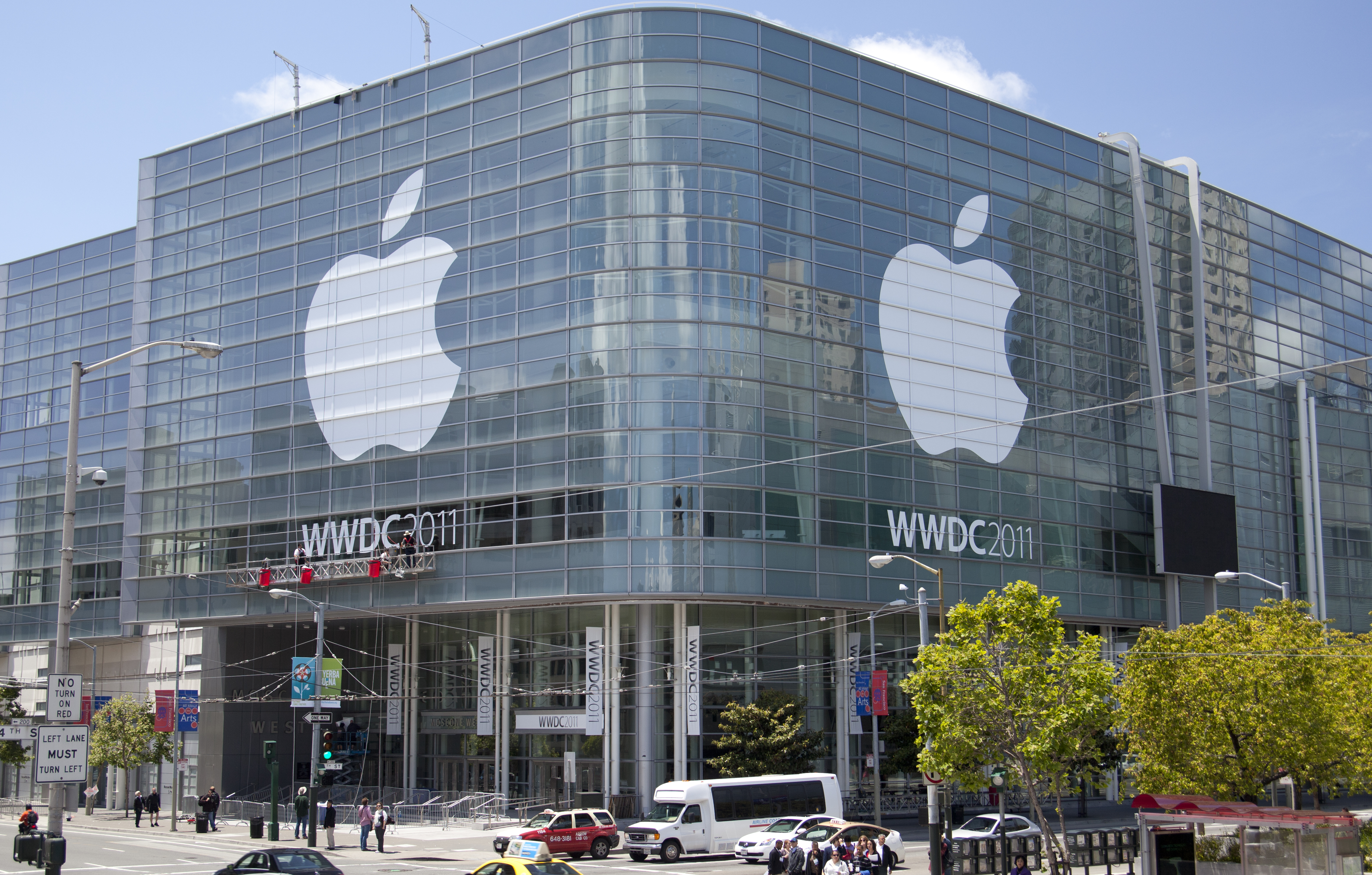
Moscone West-centrum tijdens WWDC 2011

De Worldwide Developers Conference, afgekort WWDC, is een jaarlijkse conferentie voor softwareontwikkelaars georganiseerd door Apple. Op de WWDC worden nieuwe softwareversies en vaak ook nieuwe producten voorgesteld, die na de presentatie kunnen worden uitgetest (de zogenaamde hands-on labs). Steve Jobs, de toenmalige CEO van Apple, gaf elk jaar een presentatie, de zogeheten keynote, van ongeveer anderhalf uur waarin hij de meest spectaculaire nieuwe ontwikkelingen trachtte uit te leggen. Wegens Jobs' enthousiasme en gevoel voor humor werden deze keynotes vaak aangeduid als Stevenotes. Na het overlijden van Jobs in oktober 2011 zijn de presentaties overgenomen door Tim Cook en andere medewerkers van Apple.

## Geschiedenis

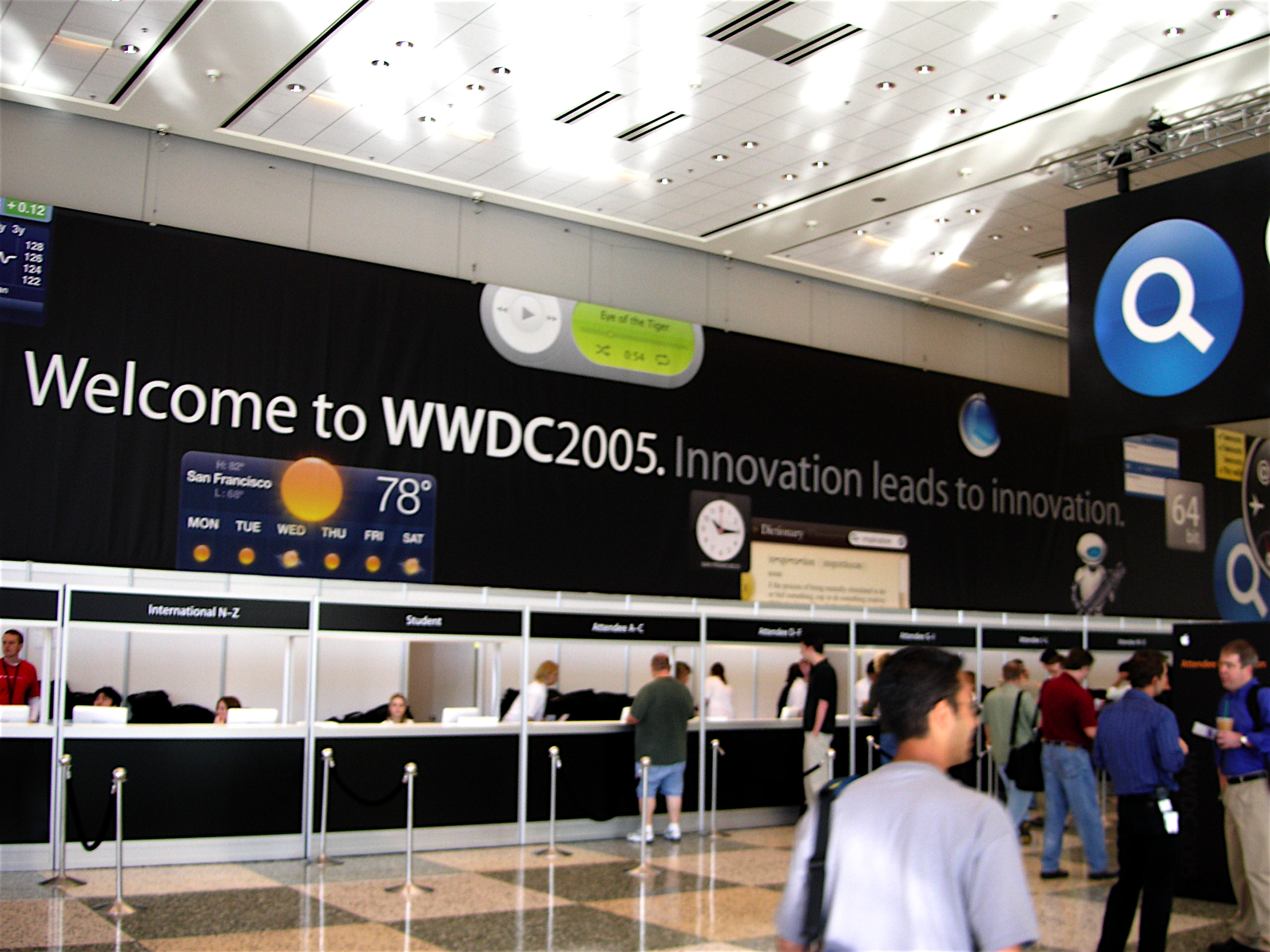
WWDC 2005

De eerste WWDC werd in 1983 gehouden. Het evenement heette toentertijd nog The Apple Independent Software Developers Conference. Een van de producten die op deze voorloper van de WWDC werd gepresenteerd was de Apple Lisa.
In 1984 toonde Jobs de eerste Macintosh-computer aan ontwikkelaars. Het was ook de eerste conferentie die toegankelijk was voor de media.
In de jaren 90 van de twintigste eeuw werden softwareproducten als Copland, OpenDoc, Cyberdog en ClarisWorks getoond. Steve Jobs keerde in 1997 terug als adviseur voor Apple en hij toonde tijdens de WWDC in dat jaar functies van OPENSTEP.
Begin jaren nul was de introductie van Mac OS X Server en WebObjects 5. Ook werden Mac OS X 10.2, QuickTime 6, Bonjour, en de iApps (iPhoto, iMovie, iDVD) getoond.
Tijdens de WWDC 2005 kondigde Jobs de transitie van IBMs PowerPC naar Intels x86-architectuur aan. In dat jaar werden er 110 sessies en 95 presentaties gegeven, en er waren 3800 deelnemers uit 45 landen.
Ook in 2006 waren er grote aankondigingen, waaronder Mac OS X Leopard met Time Machine, Boot Camp, Front Row, Photo Booth en Spaces, en de eerste generatie Mac Pro. Tijdens deze WWDC waren er 4200 deelnemers aanwezig.
In 2007 vond de WWDC van 11 tot 15 juni plaats in het Moscone Centrum te San Francisco, Californië. De hoogtepunten van 2007 waren de testversies van de iPhone en de onthulling van nieuwe functies in Mac OS X Leopard. Er werden ook nieuwe computerspel-ontwikkelingen aangekondigd door id Software en Electronic Arts, waarbij Electronic Arts na jaren van afwezigheid de Mac-markt opnieuw betrad.

## Jaren 10

### 2011

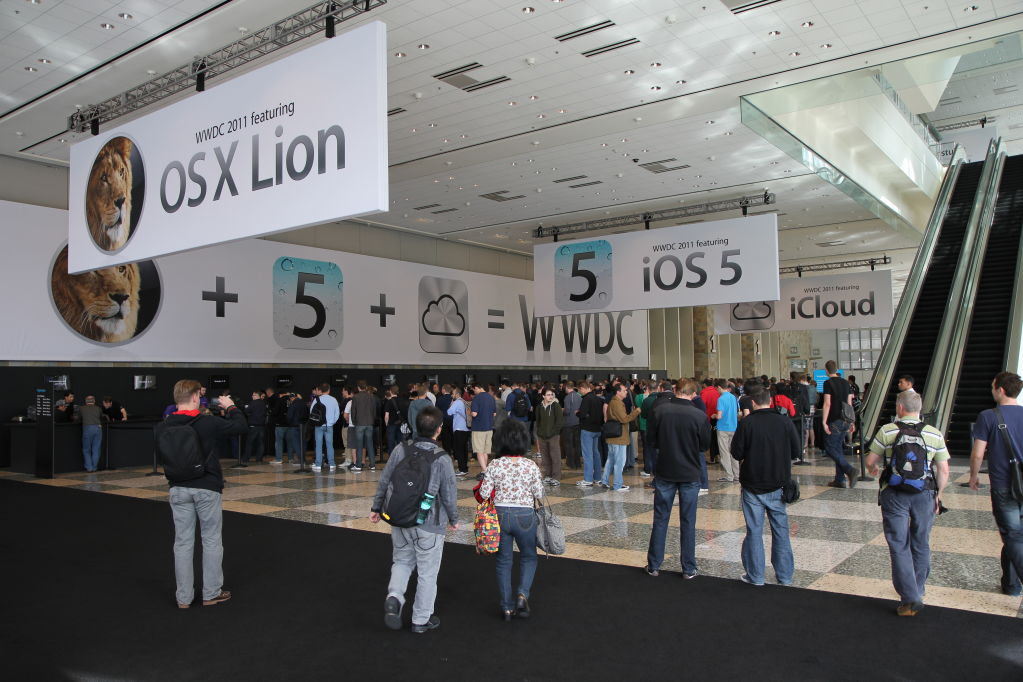
WWDC 2011

In 2011 vond de WWDC van 6 tot 10 juni plaats in het Moscone Centrum te San Francisco, Californië. De kaarten van dit congres waren binnen tien uur uitverkocht. Er waren meer dan vijfduizend ontwikkelaars aanwezig. De hoogtepunten van 2011 waren de onthulling van functies in Mac OS X Lion. Tevens de versie van iOS 5 en de uitreiking van de Apple Design Awards (beste design voor iPhone, iPad, Mac OS X App Store).

### 2012
Tijdens WWDC 2012 werden OS X Mountain Lion, iOS 6 en geüpdatete modellen van de MacBook Air en MacBook Pro getoond. Dit was de eerste keynote-presentatie van Tim Cook, die in 2011 de CEO van Apple werd na het overlijden van Jobs.

### 2013
In 2013 vond de WWDC van 10 tot 14 juni plaats. Apple kondigde toen iOS 7 aan, het besturingssysteem voor iPad, iPhone, iPod touch. Ook OS X Mavericks en iTunes Radio werden aangekondigd. De MacBook Airs werden ook aangekondigd. Bovendien was er ook een voorvertoning van de bijgewerkte Mac Pro.

### 2014
In 2014 vond de WWDC van 2 tot 6 juni plaats. Apple kondigde toen iOS 8 aan, het besturingssysteem voor iPad, iPhone en iPod touch. Hier in zitten onder ander features als extensions, QuickType, Hand-Off en Continuity. Ook werd OS X Yosemite met het iOS 7-ontwerp aangekondigd. Ook hierin zaten diezelfde mogelijkheden. Verder werden mogelijkheden voor ontwikkelaars bekend: Swift, HealthKit, CloudKit, SceneKit voor iOS, Metal en meer.

### 2015
De WWDC 2015 werd van 8 tot 12 juni gehouden in het Moscone Center West. De belangrijkste aankondigingen waren de mogelijkheden van iOS 9, OS X El Capitan, de eerste grote softwareupdate voor de Apple Watch, het debuut van Apple Music, en de bekendmaking van programmeertaal Swift als open source.

### 2016
In 2016 vond de WWDC van 13 tot 17 juni plaats, wederom in San Francisco. Apple kondigde de hernoeming van OS X naar macOS aan en maakte daarbij macOS Sierra bekend, evenals updates voor iOS 10, watchOS en tvOS.
Deze conferentie was meer gericht op softwareupdates en mogelijkheden, en er werd geen nieuwe hardware geïntroduceerd.

### 2017

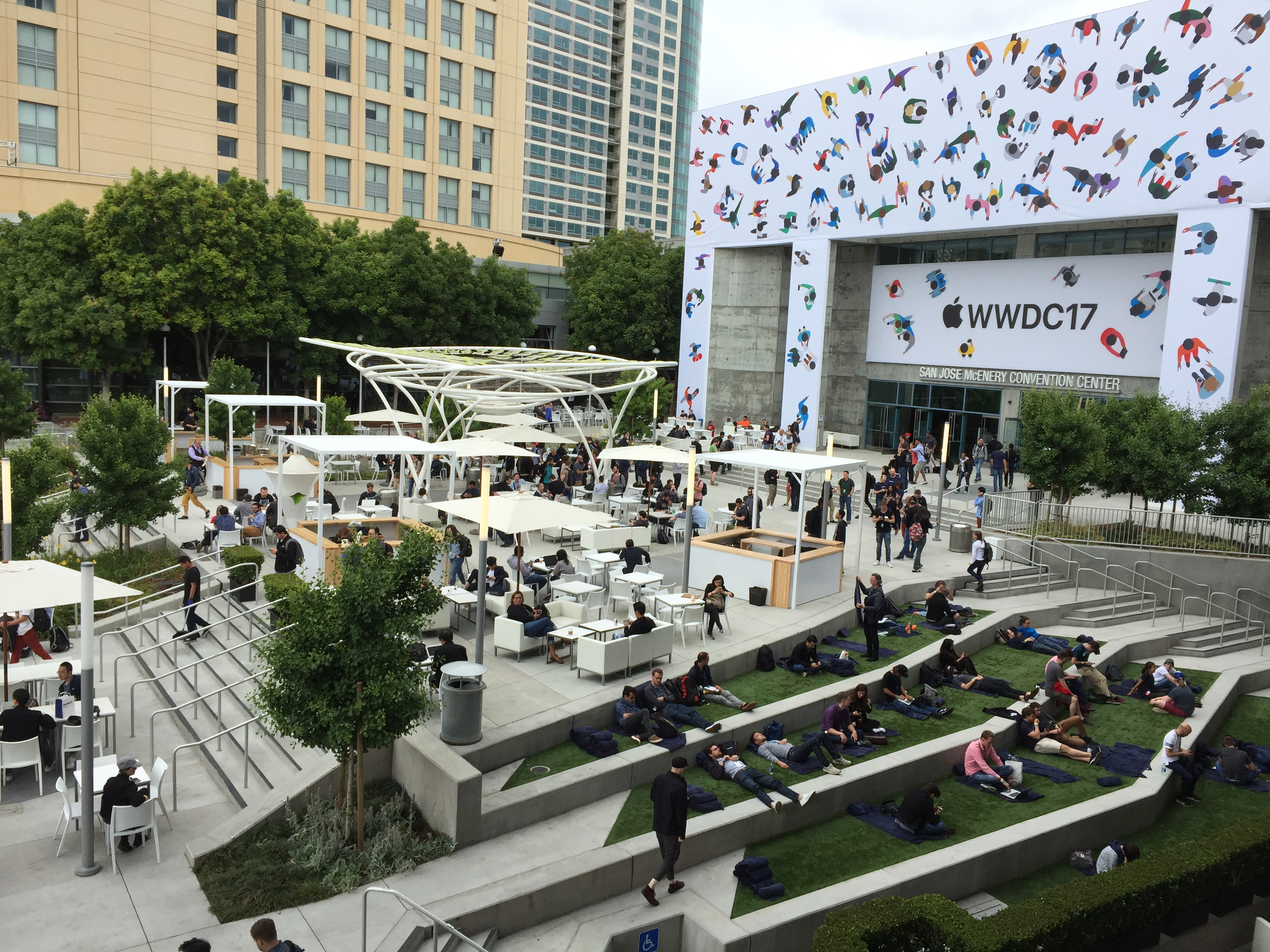
WWDC 2017

De WWDC 2017, ook wel gestileerd als WWDC17, werd van 5 tot 9 juni gehouden in het San Jose Convention Center in San Jose. Hier werd iOS 11, macOS High Sierra, watchOS 4 en tvOS aangekondigd. Updates voor hardware waren voor de iMac, MacBook en MacBook Pro, evenals een nieuwe iMac Pro, een 10,5-inch iPad Pro en slimme luidspreker HomePod.

### 2018
WWDC 2018 vond plaats van 4 tot 8 juni, wederom in het San Jose Convention Center. Apple onthulde iOS 12, macOS Mojave, watchOS 5 en updates voor tvOS. Er werd tijdens de WWDC dit jaar geen nieuwe hardware bekendgemaakt.

### 2019
In 2019 vond de WWDC van 3 tot 7 juni plaats. Tijdens het evenement werden iOS 13, macOS Catalina, watchOS 6, tvOS 13, iPadOS 13, de derde generatie Mac Pro, en de Pro Display XDR getoond.

## Jaren 20

### 2020
WWDC 2020 werd gehouden van 22 tot 26 juni. Men organiseerde een online uitzending op het Apple Park vanwege de wereldwijde coronapandemie. Apple onthulde iOS 14, iPadOS 14, watchOS 7, tvOS 14, macOS Big Sur, en er werd bekend dat Apple een transitie maakt naar ARM-gebaseerde processors.

### 2021
Net zoals de WWDC 2020 werd de WWDC 2021 uitgezonden vanuit Apple Park door de coronapandemie. Het evenement duurde van 7 juni tot 11 juni. Onder meer iOS 15, iPadOS 15, macOS Monterey en watchOS 8 werden geïntroduceerd.

### 2022
Zoals voorgaande jaren werd het WWDC 2022 uitgezonden via een livestream. Anders dan 2020 en 2021 mocht een geselecteerde groep mensen op Apple Park komen om het evenement buiten te volgen. Het begin van WWDC vond plaats op 6 juni en eindigde op 10 juni. Tijdens het evenement werd onder andere iOS 16, iPadOS 16, macOS Ventura en watchOS 9 aangekondigd.

### 2023
WWDC 2023 vond plaats van 5 tot 9 juni eveneens als livestream. Tijdens het evenement werden 
iOS 17, iPadOS 17, watchOS 10, tvOS 17, macOS Sonoma, Apple M2-chip en een VR-headset onder de naam Apple Vision Pro getoond.

### 2024
In 2024 vond de WWDC van 10 tot 14 juni plaats als livestream. Tijdens het evenement werden iOS 18, iPadOS 18, watchOS 11, macOS Sequoia en visionOS 2 getoond. Het evenement legde een prominente nadruk op een AI-systeem onder de naam Apple Intelligence.

### 2025
In 2025 zal WWDC plaatsvinden van 9 tot 13 juni als livestream.